# Nils Schumann
Nils Schumann (* 20. Mai 1978 in Bad Frankenhausen, Kreis Artern, DDR) ist ein ehemaliger deutscher Mittelstreckenläufer. Er war 1998 Europameister in der Halle und im Freien und 2000 Olympiasieger jeweils im 800-Meter-Lauf.

## Leben
Nils Schumann  ist der Sohn eines Sportlehrers. Er begann schon als Sechsjähriger mit der Leichtathletik. Nach dem Abitur 1996 in seiner Heimatstadt nahm er eine Lehre als Bankkaufmann in Erfurt auf. Ein Jahr später brach er die Ausbildung ab und wurde Laufprofi.
Mit 17 Jahren wurde Schumann deutscher Crosslaufmeister. Nachdem er 1997 Junioreneuropameister im 800-Meter-Lauf geworden war, trat er 1998 erstmals in der Erwachsenenklasse an. Nach seinem Sieg bei den Deutschen Hallenmeisterschaften gewann er auch bei den Halleneuropameisterschaften in Valencia, dort siegte er in 1:47,02 min vor dem Niederländer Marko Koers und dem norwegischen Olympiasieger von 1996 Vebjørn Rodal. In der Freiluftsaison unterlag er bei der Deutschen Meisterschaft gegen Nico Motchebon. Bei den Europameisterschaften in Budapest siegte Schumann sowohl in seinem Vorlauf als auch in seinem Halbfinale, während Motchebon im Halbfinale ausschied. Im Finale siegte Schumann in persönlicher Bestzeit von 1:44,89 Minuten vor dem Schweizer André Bucher. In diesem Rennen zeigte Schumann, dass er in der Lage war, ein Rennen mit seiner Spurtkraft auf den letzten 100 Metern zu entscheiden. 1999 gewann Schumann bei den U23-Europameisterschaften zwei Titel: Außer im 800-Meter-Lauf trat er auch mit der 4-mal-400-Meter-Staffel an. Bei den Weltmeisterschaften 1999 in Sevilla erreichte er zwar das Finale, konnte jedoch in einem sehr schnellen Rennen nicht mithalten und belegte am Ende den achten Platz.
Im Jahr 2000 gewann er bei den Deutschen Hallenmeisterschaften. Bei den Halleneuropameisterschaften in Gent gewann er Silber hinter dem Russen Juri Borsakowski, der mit noch größerer Spurtkraft als Schumann versehen war und diesen auf der Zielgeraden überholte. In der Freiluftsaison gewann Schumann seinen zweiten Deutschen Meistertitel nach 1999. Bei den Olympischen Spielen in Sydney verbesserte er im Halbfinale seine persönliche Bestzeit auf 1:44,22 min. Im Finale siegte Schumann im Spurt in 1:45,08 min mit einem Vorsprung von sechs Hundertstelsekunden auf den dänischen Weltmeister Wilson Kipketer. Am Ende des Jahres wurde er zu Deutschlands Sportler des Jahres gewählt.
2001 nahm Schumann nach einigen Verletzungen nicht an den Deutschen Meisterschaften teil und qualifizierte sich erst sehr spät für die Weltmeisterschaften in Edmonton. Dort belegte er den fünften Platz. 2002 belegte Schumann bei den Deutschen Meisterschaften den zweiten Platz hinter René Herms. Bei den Europameisterschaften in München gewann er die Bronzemedaille hinter Wilson Kipketer und André Bucher. Dies war Schumanns letzter Start bei großen internationalen Meisterschaften. Fast drei Wochen nach den Europameisterschaften lief Schumann beim Memorial Van Damme in 1:44,16 min das schnellste Rennen seiner Karriere.
Nachdem Schumann 2003 bei den Deutschen Hallenmeisterschaften den zweiten Platz hinter René Herms belegt hatte, fiel er drei Jahre lang wegen Verletzungen aus. Am 20. November 2006 eröffnete der DLV gegen Nils Schumann ein sportrechtliches Ermittlungsverfahren wegen des Verdachts eines Verstoßes gegen Anti-Doping-Bestimmungen. Auslöser des Verfahrens waren DLV-eigene Ermittlungen sowie Erkenntnisse aus den Akten des Prozesses gegen den Trainer Thomas Springstein. Dieses Verfahren wurde im Januar 2007 eingestellt. 2007 lief er erstmals nach 2002 wieder im Endlauf bei den Deutschen Freiluftmeisterschaften, erreichte aber lediglich den achten Platz. 2008 belegte Schumann hinter Robin Schembera den zweiten Platz bei den Deutschen Hallenmeisterschaften, 2009 erreichte er noch einmal den dritten Platz bei den Freiluftmeisterschaften. Kurz darauf beendete Nils Schumann seine Karriere.
Er startete für SV Kyffhäuser Frankenhausen, ESC Erfurt, Erfurter LAC und SV Creaton Großengottern. Durch seinen im Januar 2001 erfolgten Wechsel zum Verein LG Nike Berlin endete die Zusammenarbeit mit seinem Trainer  Dieter Hermann, zu dem er aber nach einer Verletzung in der Hallensaison zurückkehrte. Zeitweilig trainierte er bei seinem Vater. Im Jahr 2002 wechselte er wieder zum SV Creaton Großengottern. Mit dem vollständigen Wechsel der Trainingsgruppe Hermann zum LC Creaton Erfurt ging auch Nils Schumann im Jahr 2003 nach Erfurt. Danach wechselte Schumann zum SC Magdeburg (2004). Nach Dopingvorwürfen gegen seinen Magdeburger Trainer Thomas Springstein wechselte er zur LG Eintracht Frankfurt, wo er bis 2007 bei Volker Beck trainierte, und kehrte schließlich nach Erfurt zu Dieter Hermann zurück.
Schumann hatte bei einer Größe von 1,92 m ein Wettkampfgewicht von 78 kg.
2008 heiratete er die 400-Meter-Läuferin Korinna Fink, mit der er im gleichen Jahr einen Sohn bekam. Im selben Jahr gründete er ein eigenes Unternehmen in Erfurt und vermarktet sich seitdem als Personal Trainer. Inzwischen ist er in zweiter Ehe verheiratet und hat mit seiner Frau einen weiteren Sohn (* 2013).
Er nahm an der vom 14. Februar bis 4. April 2017 gesendeten zweiten Staffel der Wettkampfshow Ewige Helden teil und belegte den vierten Platz.

## Leistungen

### Bestleistungen
- 400 Meter: 46,65 s, 1998 in Cuxhaven
- 800 Meter: 1:44,16 min, 2002 in Brüssel
  - 800 Meter (Halle): 1:45,57 min, 2003 in Stuttgart
- 1000 Meter: 2:17,44 min, 1999 in Weimar
- 1500 Meter: 3:38,51 min, 2002 in Kassel

### Leistungsentwicklung
| Jahr | 800 Meter (in Minuten) |
| ---- | ---------------------- |
| 1996 | 1:48,35                |
| 1997 | 1:46,61                |
| 1998 | 1:44,89                |
| 1999 | 1:45,05                |
| 2000 | 1:44,22                |
| 2001 | 1:44,32                |
| 2002 | 1:44,16                |
| 2003 | -                      |
| 2004 | -                      |
| 2005 | -                      |
| 2006 | 1:48,02                |
| 2007 | 1:47,90                |
| 2008 | 1:47,18                |
| 2009 | 1:47,28                |

## Publikationen
- Nils Schumann, Ingo Niermann, Erik Niedling: Lebenstempo. In Alltag und Sport den eigenen Rhythmus finden. Herder, Freiburg im Breisgau 2016, ISBN 978-3-451-34995-9.